# Seznam prezidentů Litvy
Toto je seznam prezidentů Litevské republiky. Tento úřad existoval v Litvě ve dvou obdobích. V první litevské republice vzniklé roku 1918, kde byl zřízen 4. dubna 1919 a zanikl v důsledku sovětské okupace 15. června 1940, a existuje znovu od obnovení samostatnosti Litvy. K němu došlo roku 1990, první prezident byl zvolen 25. února 1993 (předtím funkci hlavy státu zastával předseda parlamentu).

## Litevská republika 1918-1940
| Pořadí | Portrét | Jméno (narození-úmrtí)              | Nástup do úřadu   | odchod z úřadu    | Strana                                  | Volby          |
| ------ | ------- | ----------------------------------- | ----------------- | ----------------- | --------------------------------------- | -------------- |
| 1.     |         | Antanas Smetona (1874–1944)         | 4. dubna 1919     | 19. června 1920   | Strana národního pokroku                | 1919           |
| 2.     |         | Aleksandras Stulginskis (1885–1969) | 21. prosince 1922 | 7. června 1926    | Litevská křesťanská demokratická strana | 1922           |
| 3.     |         | Kazys Grinius (1866–1950)           | 7. června 1926    | 18. prosince 1926 | Litevská lidová zemědělská strana       | 1926           |
| (1.)   |         | Antanas Smetona (1874–1944)         | 19. prosince 1926 | 15. června 1940   | Litevská nacionalistická unie           | 1936 1931 1938 |

## Litevská republika od 1990
| Pořadí | Portrét | Jméno (narození-úmrtí)          | Nástup do úřadu   | odchod z úřadu    | Strana                    | Volby     |
| ------ | ------- | ------------------------------- | ----------------- | ----------------- | ------------------------- | --------- |
| 1.     |         | Algirdas Brazauskas (1932–2010) | 25. února 1993    | 25. února 1998    | Demokratická strana práce | 1993      |
| 2.     |         | Valdas Adamkus (* 1926)         | 26. února 1998    | 26. února 2003    | nestraník                 | 1997-98   |
| 3.     |         | Rolandas Paksas (* 1956)        | 26. února 2003    | 6. dubna 2004     | Právo a spravedlnost      | 2002-03   |
| (2.)   |         | Valdas Adamkus (* 1926)         | 12. července 2004 | 12. července 2009 | nestraník                 | 2004      |
| 4.     |         | Dalia Grybauskaitėová (* 1956)  | 12. července 2009 | 12. července 2019 | nestraník                 | 2009 2014 |
| 5.     |         | Gitanas Nausėda (* 1964)        | 12. července 2019 |                   | nestraník                 | 2019      |